# Recordes e estatísticas da Copa da UEFA e da Liga Europa

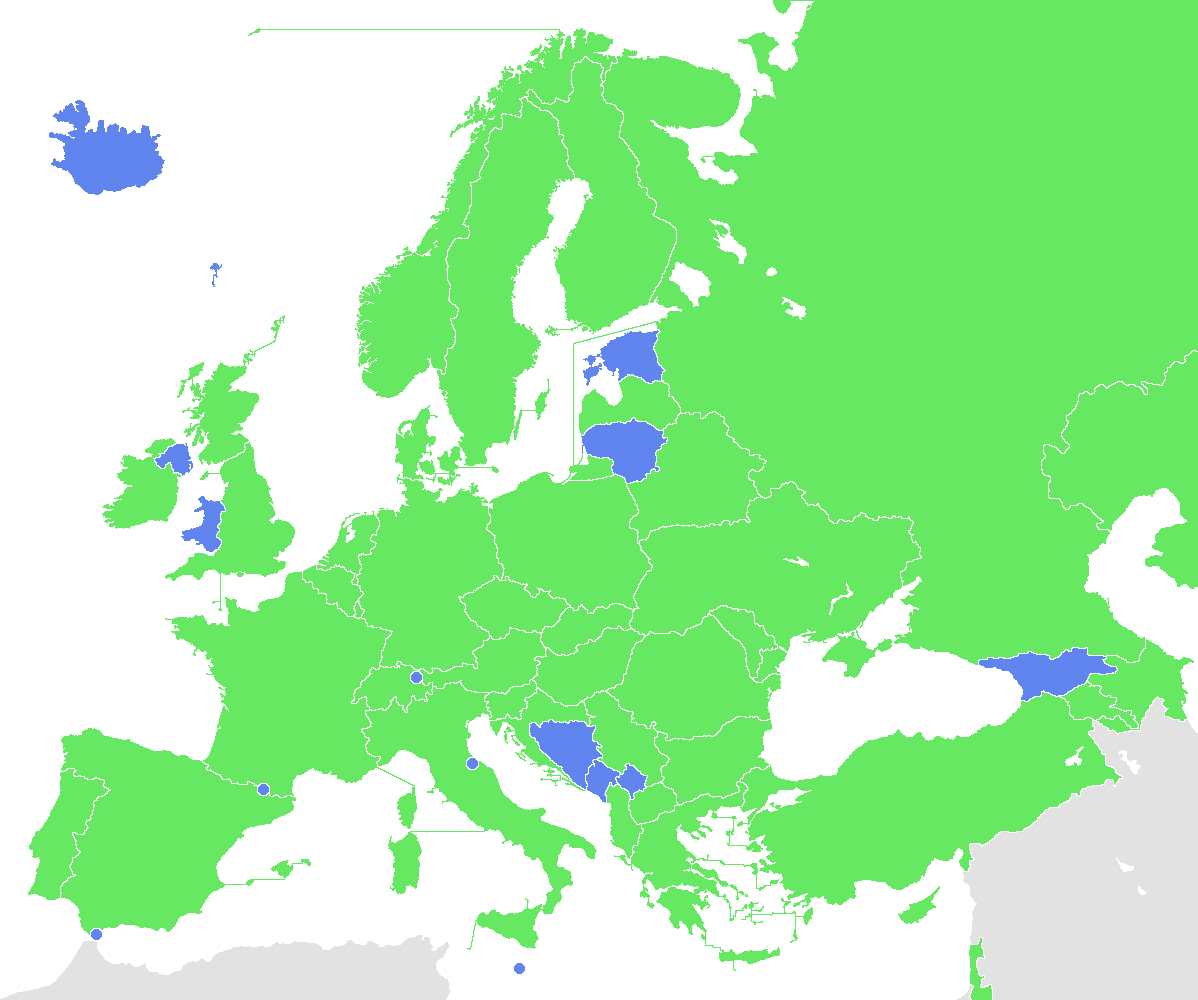
Mapa dos países da UEFA cujas equipes alcançaram a fase de grupos da UEFA Europa League

Este artigo lista os recordes oficiais e estatísticas da Liga Europa da UEFA e da Taça UEFA.

## Performances gerais

### Por clube
| Clube                    | Vencedor | Finalista Vencido | Ano Final Vencida                  | Ano Final Perdida |
| ------------------------ | -------- | ----------------- | ---------------------------------- | ----------------- |
| Juventus                 | 3        | 1                 | 1977, 1990, 1993                   | 1995              |
| Inter de Milão           | 3        | 2                 | 1991, 1994, 1998                   | 1997, 2020        |
| Liverpool                | 3        | 0                 | 1973, 1976, 2001                   |                   |
| Borussia Mönchengladbach | 2        | 2                 | 1975, 1979                         | 1973, 1980        |
| Tottenham                | 2        | 1                 | 1972, 1984                         | 1974              |
| FC Porto                 | 2        | 0                 | 2003, 2011                         |                   |
| Feyenoord                | 2        | 0                 | 1974, 2002                         |                   |
| Gotemburgo               | 2        | 0                 | 1982, 1987                         |                   |
| Real Madrid              | 2        | 0                 | 1985, 1986                         |                   |
| Parma                    | 2        | 0                 | 1995, 1999                         |                   |
| Sevilla                  | 6        | 0                 | 2006, 2007, 2014, 2015, 2016, 2020 |                   |
| Anderlecht               | 1        | 1                 | 1983                               | 1984              |
| Chelsea FC               | 1        | 0                 | 2013                               |                   |
| PSV Eindhoven            | 1        | 0                 | 1978                               |                   |
| Eintracht Frankfurt      | 1        | 0                 | 1980                               |                   |
| Ipswich Town             | 1        | 0                 | 1981                               |                   |
| Bayer Leverkusen         | 1        | 0                 | 1988                               |                   |
| Nápoles                  | 1        | 0                 | 1989                               |                   |
| Ajax                     | 1        | 0                 | 1992                               |                   |
| Bayern de Munique        | 1        | 0                 | 1996                               |                   |
| Schalke 04               | 1        | 0                 | 1997                               |                   |
| Galatasaray              | 1        | 0                 | 2000                               |                   |
| Valência                 | 1        | 0                 | 2004                               |                   |
| CSKA Moscovo             | 1        | 0                 | 2005                               |                   |
| Zenit                    | 1        | 0                 | 2008                               |                   |
| Shakhtar Donetsk         | 1        | 0                 | 2009                               |                   |
| Atlético de Madrid       | 1        | 0                 | 2010                               |                   |
| Borussia Dortmund        | 0        | 2                 |                                    | 1993, 2002        |
| Marselha                 | 0        | 2                 |                                    | 1999, 2004        |
| Espanyol                 | 0        | 2                 |                                    | 1988, 2007        |
| Wolverhampton            | 0        | 1                 |                                    | 1972              |
| Twente                   | 0        | 1                 |                                    | 1975              |
| Club Brugge              | 0        | 1                 |                                    | 1976              |
| Atlético de Bilbao       | 0        | 1                 |                                    | 1977              |
| Bastia                   | 0        | 1                 |                                    | 1978              |
| Estrela Vermelha         | 0        | 1                 |                                    | 1979              |
| AZ Alkmaar               | 0        | 1                 |                                    | 1981              |
| Hamburgo                 | 0        | 1                 |                                    | 1982              |
| Benfica                  | 0        | 3                 |                                    | 1983,2013,2014    |
| Videoton                 | 0        | 1                 |                                    | 1985              |
| Colónia                  | 0        | 1                 |                                    | 1986              |
| Dundee United            | 0        | 1                 |                                    | 1987              |
| Stuttgart                | 0        | 1                 |                                    | 1989              |
| Fiorentina               | 0        | 1                 |                                    | 1990              |
| Roma                     | 0        | 1                 |                                    | 1991              |
| Torino                   | 0        | 1                 |                                    | 1992              |
| Red Bull Salzburgo       | 0        | 1                 |                                    | 1994              |
| Bordéus                  | 0        | 1                 |                                    | 1996              |
| Lazio                    | 0        | 1                 |                                    | 1998              |
| Arsenal                  | 0        | 1                 |                                    | 2000              |
| Deportivo Alavés         | 0        | 1                 |                                    | 2001              |
| Celtic                   | 0        | 1                 |                                    | 2003              |
| Sporting CP              | 0        | 1                 |                                    | 2005              |
| Middlesbrough            | 0        | 1                 |                                    | 2006              |
| Glasgow Rangers          | 0        | 1                 |                                    | 2008              |
| Werder Bremen            | 0        | 1                 |                                    | 2009              |
| Fulham                   | 0        | 1                 |                                    | 2010              |
| Sporting de Braga        | 0        | 1                 |                                    | 2011              |

### Por país
A Taça UEFA, substituiu a Taça das Cidades com Feiras na temporada de 1971-72, sendo que a Taça das Cidades com Feiras não é considerada uma competição da UEFA e, portanto, recordes de clubes na Taça das Cidades com Feiras, não são considerados parte do seu recorde europeu.
A tabela a seguir lista os países pelo número de vencedores e vice-campeão da Taça UEFA e Liga Europa. A Espanha lidera com dez títulos, seguido pela Itália com nove títulos, seguido pela Alemanha e Inglaterra, com seis títulos cada; 27 de 39 edições foram vencidas por equipas destes quatro países. Esta competição já foi ganha por equipas de um total de 11 países.
A Taça UEFA de 1980 teve quatro equipas da Bundesliga alemã (FC Bayern München, Eintracht Frankfurt, Borussia Mönchengladbach, e Estugarda) nas meias-finais da competição — um registo único. O Eintracht Frankfurt ganhou ao Borussia Mönchengladbach na final. 
| País       | Vencedor | Vice-Campeão |
| ---------- | -------- | ------------ |
| Espanha    | 10       | 4            |
| Itália     | 9        | 7            |
| Alemanha   | 6        | 8            |
| Inglaterra | 6        | 5            |
| Holanda    | 4        | 2            |
| Portugal   | 2        | 3            |
| Suécia     | 2        | 0            |
| Rússia     | 2        | 0            |
| Bélgica    | 1        | 2            |
| Turquia    | 1        | 0            |
| Ucrânia    | 1        | 0            |
| França     | 0        | 4            |
| Escócia    | 0        | 3            |
| Áustria    | 0        | 1            |
| Jugoslávia | 0        | 1            |
| Hungria    | 0        | 1            |

### Por cidade
| Cidade          | Vencedor | Vice-campeão | Clubes vencedores                       | Vice-campeões                          |
| --------------- | -------- | ------------ | --------------------------------------- | -------------------------------------- |
| Sevilla         | 6        | 0            | Sevilla (6)                             |                                        |
| Turim           | 3        | 2            | Juventus (3)                            | Torino (1), Juventus (1)               |
| Milão           | 3        | 2            | Inter de Milão (3)                      | Inter de Milão (2)                     |
| Liverpool       | 3        | 0            | Liverpool (3)                           |                                        |
| Madrid          | 3        | 0            | Real Madrid (2), Atlético de Madrid (1) |                                        |
| Londres         | 2        | 3            | Tottenham (2)                           | Tottenham (1), Arsenal (1), Fulham (1) |
| Mönchengladbach | 2        | 2            | Borussia Mönchengladbach (2)            | Borussia Mönchengladbach (2)           |
| Porto           | 2        | 0            | FC Porto (2)                            |                                        |
| Roterdão        | 2        | 0            | Feyenoord (2)                           |                                        |
| Gotemburgo      | 2        | 0            | Gotemburgo (2)                          |                                        |
| Parma           | 2        | 0            | Parma (2)                               |                                        |
| Bruxelas        | 1        | 1            | Anderlecht (1)                          | Anderlecht (1)                         |
| Eindhoven       | 1        | 0            | PSV Eindhoven (1)                       |                                        |
| Frankfurt       | 1        | 0            | Eintracht Frankfurt (1)                 |                                        |
| Ipswich         | 1        | 0            | Ipswich Town (1)                        |                                        |
| Leverkusen      | 1        | 0            | Bayer Leverkusen (1)                    |                                        |
| Nápoles         | 1        | 0            | Nápoles (1)                             |                                        |
| Amesterdão      | 1        | 0            | Ajax (1)                                |                                        |
| Munique         | 1        | 0            | FC Bayern München (1)                   |                                        |
| Gelsenkirchen   | 1        | 0            | Schalke 04 (1)                          |                                        |
| Istambul        | 1        | 0            | Galatasaray (1)                         |                                        |
| Valência        | 1        | 0            | Valência (1)                            |                                        |
| Moscovo         | 1        | 0            | CSKA Moscovo (1)                        |                                        |
| São Petersburgo | 1        | 0            | Zenit (1)                               |                                        |
| Donetsk         | 1        | 0            | Shakhtar Donetsk (1)                    |                                        |
| Lisboa          | 0        | 2            |                                         | SL Benfica (1), Sporting CP (1)        |
| Barcelona       | 0        | 2            |                                         | Espanyol (2)                           |
| Roma            | 0        | 2            |                                         | Roma (1), Lazio (1)                    |
| Dortmund        | 0        | 2            |                                         | Borussia Dortmund (2)                  |
| Marselha        | 0        | 2            |                                         | Marselha (2)                           |
| Glasgow         | 0        | 2            |                                         | Celtic (1), Glasgow Rangers (1)        |
| Birmingham      | 0        | 1            |                                         | Wolverhampton (1)                      |
| Braga           | 0        | 1            |                                         | Sporting de Braga (1)                  |
| Enschede        | 0        | 1            |                                         | Twente (1)                             |
| Bruges          | 0        | 1            |                                         | Club Brugge (1)                        |
| Bilbao          | 0        | 1            |                                         | Atlético de Bilbao (1)                 |
| Bastia          | 0        | 1            |                                         | Bastia (1)                             |
| Belgrado        | 0        | 1            |                                         | Estrela Vermelha (1)                   |
| Alkmaar         | 0        | 1            |                                         | AZ Alkmaar (1)                         |
| Hamburgo        | 0        | 1            |                                         | Hamburgo (1)                           |
| Székesfehérvár  | 0        | 1            |                                         | Videoton (1)                           |
| Colónia         | 0        | 1            |                                         | Colónia (1)                            |
| Dundee          | 0        | 1            |                                         | Dundee United (1)                      |
| Estugarda       | 0        | 1            |                                         | Estugarda (1)                          |
| Florença        | 0        | 1            |                                         | Fiorentina (1)                         |
| Salzburgo       | 0        | 1            |                                         | Red Bull Salzburgo (1)                 |
| Bordéus         | 0        | 1            |                                         | Bordeaux (1)                           |
| Vitoria-Gasteiz | 0        | 1            |                                         | Deportivo Alavés (1)                   |
| Middlesbrough   | 0        | 1            |                                         | Middlesbrough (1)                      |
| Bremen          | 0        | 1            |                                         | Werder Bremen (1)                      |

### Número de clubes que participaram na era Liga Europa
A seguir está uma lista de clubes que jogaram na fase de grupos da Liga Europa. 
| País            | # | Clubes                                   |
| --------------- | - | ---------------------------------------- |
| Itália          | 1 | Lazio (2009–10)                          |
| Itália          | 1 | Génova (2009–10)                         |
| Itália          | 1 | Roma (2009–10)                           |
| Itália          | 1 | Sampdoria (2010–11)                      |
| Itália          | 1 | Palermo (2010–11)                        |
| Itália          | 1 | Nápoles (2010–11)                        |
| Itália          | 1 | Juventus (2010–11)                       |
| Portugal        | 3 | Sporting CP (2009-10, 2010-11, 2012-13)  |
| Portugal        | 1 | SL Benfica (2009-10)                     |
| Portugal        | 1 | Nacional (2009-10)                       |
| Portugal        | 1 | FC Porto (2010-11)                       |
| Portugal        | 1 | Académica (2012-13)                      |
| Portugal        | 1 | Marítimo (2012-13)                       |
| Alemanha        | 1 | Werder Bremen (2009–10)                  |
| Alemanha        | 1 | Hertha de Berlim (2009–10)               |
| Alemanha        | 1 | Hamburgo (2009–10)                       |
| Alemanha        | 2 | Bayer Leverkusen (2010–11,2018-19)       |
| Alemanha        | 2 | Borussia Dortmund (2010–11,2017-18)      |
| Alemanha        | 1 | Estugarda (2010–11)                      |
| Holanda         | 2 | PSV Eindhoven (2009–10, 2010–11)         |
| Holanda         | 1 | Heerenveen (2009–10)                     |
| Holanda         | 1 | Ajax (2009–10)                           |
| Holanda         | 1 | Twente (2009–10)                         |
| Holanda         | 1 | AZ Alkmaar (2010–11)                     |
| Holanda         | 1 | Utrecht (2010–11)                        |
| Espanha         | 2 | Villarreal (2009–10, 2010–11)            |
| Espanha         | 1 | Valência (2009–10)                       |
| Espanha         | 1 | Atlético de Bilbao (2009–10)             |
| Espanha         | 1 | Atlético de Madrid (2010–11)             |
| Espanha         | 1 | Sevilla (2010–11)                        |
| Espanha         | 1 | Getafe (2010–11)                         |
| Áustria         | 2 | Red Bull Salzburgo (2009–10, 2010–11)    |
| Áustria         | 2 | Rapid Viena (2009–10, 2010–11)           |
| Áustria         | 1 | Austria Viena (2009–10)                  |
| Áustria         | 1 | Sturm Graz (2009–10)                     |
| Inglaterra      | 1 | Everton (Liga Europa da UEFA de 2009-10) |
| Inglaterra      | 1 | Fulham (2009–10)                         |
| Inglaterra      | 1 | Manchester City (2010-11)                |
| Inglaterra      | 1 | Liverpool (2010–11)                      |
| Grécia          | 2 | AEK Atenas (2009-10, 2010-11)            |
| Grécia          | 1 | Panathinaikos (2009-10)                  |
| Grécia          | 1 | PAOK (2010-11)                           |
| Grécia          | 1 | Aris (2010-11)                           |
| Roménia         | 2 | Steaua Bucareste (2009-10, 2010-11)      |
| Roménia         | 1 | Timisoara (2009-10)                      |
| Roménia         | 1 | Cluj (2009-10)                           |
| Roménia         | 1 | Dinamo Bucareste (2009-10)               |
| Ucrânia         | 1 | Shakhtar Donetsk (2009-10)               |
| Ucrânia         | 1 | Dynamo Kiev (2010-11)                    |
| Ucrânia         | 1 | Metalist (2010-11)                       |
| Ucrânia         | 1 | Karpaty Lviv (2010-11)                   |
| Bélgica         | 2 | Anderlecht (2009-10, 2010-11)            |
| Bélgica         | 2 | Club Brugge (2009-10, 2010-11)           |
| Bélgica         | 1 | Gent (2010-11)                           |
| França          | 2 | Lille (2009-10, 2010-11)                 |
| França          | 1 | Toulouse (2009-10)                       |
| França          | 1 | Paris Saint-Germain (2010-11)            |
| Suíça           | 1 | Basileia (2009-10)                       |
| Suíça           | 1 | Young Boys (2010-11)                     |
| Suíça           | 1 | Lausanne (2010-11)                       |
| Turquia         | 1 | Fenerbahçe (2009-10)                     |
| Turquia         | 1 | Galatasaray (2009-10)                    |
| Turquia         | 1 | Besiktas (2010-11)                       |
| Bulgária        | 2 | Levski Sófia (2009-10, 2010-11)          |
| Bulgária        | 2 | CSKA Sófia (2009-10, 2010-11)            |
| Croácia         | 2 | Dinamo Zagreb (2009-10, 2010-11)         |
| Croácia         | 1 | Hajduk Split (2010-11)                   |
| República Checa | 2 | Sparta Praga (2009-10, 2010-11)          |
| República Checa | 1 | Slávia de Praga (2009-10)                |
| Dinamarca       | 1 | Copenhaga (2009-10)                      |
| Dinamarca       | 1 | OB (2010-11)                             |
| Rússia          | 1 | Zenit (2010-11)                          |
| Rússia          | 1 | CSKA Moscovo (2010-11)                   |
| Bielorrússia    | 2 | BATE Borisov (2009-10, 2010-11)          |
| Hungria         | 1 | Debrecen (2010-11)                       |
| Israel          | 1 | Hapoel Tel Aviv (2009-10)                |
| Letónia         | 1 | Ventspils (2009-10)                      |
| Moldávia        | 2 | Sheriff (2009-10, 2010-11)               |
| Noruega         | 1 | Rosenborg (2010-11)                      |
| Polónia         | 1 | Lech Poznan (2010-11)                    |
| Sérvia          | 1 | Partizan (2009-10)                       |
| Escócia         | 1 | Celtic (2009-10)                         |

Equipa em Negrito: qualificado para a fase eliminatória

## Clubes

### Por presenças na Meia-Final
| Equipa                   | Nº de presenças | Anos em Meias-Finais                     |
| ------------------------ | --------------- | ---------------------------------------- |
| Inter de Milão           | 7               | 1985, 1986, 1991, 1994, 1997, 1998, 2002 |
| Borussia Mönchengladbach | 5               | 1973, 1975, 1979, 1980, 1987             |
| Juventus                 | 5               | 1975, 1977, 1990, 1993, 1995             |
| Tottenham                | 4               | 1972, 1973, 1974, 1984                   |
| Liverpool                | 4               | 1973, 1976, 2001, 2010                   |
| Colónia                  | 4               | 1975, 1981, 1986, 1990                   |
| Barcelona                | 4               | 1976, 1978, 1996, 2001                   |
| Hamburgo                 | 4               | 1976, 1982, 2009, 2010                   |
| FC Bayern München        | 4               | 1980, 1989, 1996, 2008                   |
| Werder Bremen            | 4               | 1988, 1990, 2007, 2009                   |
| Estugarda                | 3               | 1974, 1980, 1989                         |
| Real Madrid              | 3               | 1985, 1986, 1992                         |
| Borussia Dortmund        | 3               | 1993, 1995, 2002                         |
| Parma                    | 3               | 1995, 1999, 2005                         |
| Atlético de Madrid       | 3               | 1998, 1999, 2010                         |
| AC Milan                 | 2               | 1972, 2002                               |
| Twente                   | 2               | 1973, 1975                               |
| Feyenoord                | 2               | 1974, 2002                               |
| Club Brugge              | 2               | 1976, 1988                               |
| AZ Alkmaar               | 2               | 1981, 2005                               |
| Gotemburgo               | 2               | 1982, 1987                               |
| Kaiserslautern           | 2               | 1982, 2001                               |
| Anderlecht               | 2               | 1983, 1984                               |
| Benfica                  | 2               | 1983, 2011                               |
| Bayer Leverkusen         | 2               | 1988, 1995                               |
| Espanyol                 | 2               | 1988, 2007                               |
| Fiorentina               | 2               | 1990, 2008                               |
| Sevilla                  | 6               | 2006, 2007, 2014, 2015, 2016, 2020       |
| Sporting CP              | 2               | 1991, 2005                               |
| Schalke 04               | 2               | 1997, 2006                               |
| Lazio                    | 2               | 1998, 2003                               |
| Marselha                 | 2               | 1999, 2004                               |
| FC Porto                 | 2               | 2003, 2011                               |
| Villarreal               | 2               | 2004, 2011                               |
| Ferencváros              | 1               | 1972                                     |
| Wolverhampton            | 1               | 1972                                     |
| Lokomotive Leipzig       | 1               | 1974                                     |
| AEK Atenas               | 1               | 1977                                     |
| Atlético de Bilbao       | 1               | 1977                                     |
| Molenbeek                | 1               | 1977                                     |
| Bastia                   | 1               | 1978                                     |
| Grasshopper              | 1               | 1978                                     |
| PSV Eindhoven            | 1               | 1978                                     |
| Duisburgo                | 1               | 1979                                     |
| Hertha de Berlim         | 1               | 1979                                     |
| Estrela Vermelha         | 1               | 1979                                     |
| Eintracht Frankfurt      | 1               | 1980                                     |
| Ipswich Town             | 1               | 1981                                     |
| Sochaux                  | 1               | 1981                                     |
| Radnicki Niš             | 1               | 1982                                     |
| Bohemians                | 1               | 1983                                     |
| Universitatea Craiova    | 1               | 1983                                     |
| Hajduk Split             | 1               | 1984                                     |
| Nottingham Forest        | 1               | 1984                                     |
| Videoton                 | 1               | 1985                                     |
| Željeznicar              | 1               | 1985                                     |
| Waregem                  | 1               | 1986                                     |
| Dundee United            | 1               | 1987                                     |
| Swarovski Tirol          | 1               | 1987                                     |
| Dynamo Dresden           | 1               | 1989                                     |
| Nápoles                  | 1               | 1989                                     |
| Brøndby                  | 1               | 1991                                     |
| Roma                     | 1               | 1991                                     |
| Ajax                     | 1               | 1992                                     |
| Génova                   | 1               | 1992                                     |
| Torino                   | 1               | 1992                                     |
| Auxerre                  | 1               | 1993                                     |
| Paris Saint-Germain      | 1               | 1993                                     |
| Cagliari                 | 1               | 1994                                     |
| Karlsruher               | 1               | 1994                                     |
| Red Bull Salzburgo       | 1               | 1994                                     |
| Bordéus                  | 1               | 1996                                     |
| Slávia de Praga          | 1               | 1996                                     |
| Mónaco                   | 1               | 1997                                     |
| Tenerife                 | 1               | 1997                                     |
| Spartak Moscovo          | 1               | 1998                                     |
| Bologna                  | 1               | 1999                                     |
| Arsenal                  | 1               | 2000                                     |
| Galatasaray              | 1               | 2000                                     |
| Leeds United             | 1               | 2000                                     |
| Lens                     | 1               | 2000                                     |
| Deportivo Alavés         | 1               | 2001                                     |
| Boavista                 | 1               | 2003                                     |
| Celtic                   | 1               | 2003                                     |
| Newcastle                | 1               | 2004                                     |
| Valência                 | 1               | 2004                                     |
| CSKA Moscovo             | 1               | 2005                                     |
| Middlesbrough            | 1               | 2006                                     |
| Steaua Bucareste         | 1               | 2006                                     |
| Osasuna                  | 1               | 2007                                     |
| Glasgow Rangers          | 1               | 2008                                     |
| Zenit                    | 1               | 2008                                     |
| Dynamo Kiev              | 1               | 2009                                     |
| Shakhtar Donetsk         | 1               | 2009                                     |
| Fulham                   | 1               | 2010                                     |
| Sporting de Braga        | 1               | 2011                                     |

| Equipa em Negrito | = | Equipa finalista na temporada |

## Campeões invictos
- Até agora, o Tottenham, o Borussia Mönchengladbach, o Gotemburgo (duas vezes), o Ajax, o Galatasaray e o Feyenoord são as únicas equipas que venceram a Taça UEFA / Liga Europa invictos.

## Recordes Diversos
- Apenas quatro equipas ganharam a seu campeonato nacional, a taça nacional e a Taça UEFA na mesma época. São eles:
  - Gotemburgo (1982)
  - Galatasaray (2000)
  - FC Porto (2003, 2011)
  - CSKA Moscovo (2005)

- 12 equipas ganharam o campeonato nacional e a Taça UEFA na mesma época. São eles:
  - Liverpool (1973, 1976)
  - Gotemburgo (1982, 1987)
  - FC Porto (2003, 2011)
  - Feyenoord (1974)
  - Borussia Mönchengladbach (1975)
  - Juventus (1977)
  - PSV Eindhoven (1978)
  - Real Madrid (1986)
  - Galatasaray (2000)
  - Valência (2004)
  - CSKA Moscovo (2005)
  - Zenit  (2008)

- Até 1997, a Taça UEFA foi a única competição europeia de clubes que atribuia múltiplos lugares na prova a vários países. Isso levou a várias finais com dois clubes do mesmo país:

| Época   | Pais               |                     |   |                          |
| ------- | ------------------ | ------------------- | - | ------------------------ |
| 1971–72 | Inglaterra         | Tottenham           | v | Wolverhampton            |
| 1979–80 | Alemanha Ocidental | Eintracht Frankfurt | v | Borussia Mönchengladbach |
| 1989–90 | Itália             | Juventus            | v | Fiorentina               |
| 1990–91 | Itália             | Inter de Milão      | v | Roma                     |
| 1994–95 | Itália             | Parma               | v | Juventus                 |
| 1997–98 | Itália             | Inter de Milão      | v | Lazio                    |
| 2006–07 | Espanha            | Espanyol            | v | Sevilla                  |
| 2010–11 | Portugal           | FC Porto            | v | SC Braga                 |

- Na edição de 1979–80 da Taça UEFA, a Alemanha Ocidental teve cinco concorrentes, incluindo o detentor do troféu, o Borussia Mönchengladbach. Todos os cinco conseguiram chegar aos quartos-de-final e às duas meias-finais. Por fim, o Eintracht Frankfurt derrotou o Borussia Mönchengladbach na final. Nenhum clube da Alemanha Ocidental naquela temporada foi eliminado por um clube não-alemão.

- Dois clubes conseguiram vencer consecutivamente a Taça UEFA: Real Madrid em 1985 e 1986, e o Sevilla em 2006 e 2007.

- O único país a vencer por três temporadas consecutivas é a Itália, que o fez por duas ocasiões: entre 1988-89 e 1990-91 (com o Nápoles, a Juventus e o Inter de Milão) e entre 1992-93 e 1994-95 (Juventus, Inter de Milão e Parma).

- O número recorde de participações consecutivas na Taça UEFA / Liga Europa é de 14; em baixo estão todas as equipas a jogar, pelo menos, seis temporadas consecutivas (incluindo as eliminações nas fases qualificativas do torneio):

| Participações | Clube            | Época           |
| ------------- | ---------------- | --------------- |
| 14            | Club Brugge      | 1996/97-2009/10 |
| 9             | PAOK             | 1997/98-2005/06 |
| 8             | Celtic           | 1996/97-2003/04 |
| 8             | Estrela Vermelha | 1998/99-2005/06 |
| 8             | CSKA Sófia       | 1998/99-2005/06 |
| 8             | Grazer           | 1998/99-2005/06 |
| 8             | Shakhtar Donetsk | 1998/99-2005/06 |
| 8             | Slávia de Praga  | 1998/99-2005/06 |
| 7             | PSV Eindhoven    | 1979/80-1985/86 |
| 7             | Spartak Moscovo  | 1981/82-1987/88 |
| 7             | Sporting CP      | 1988/89-1994/95 |
| 7             | Parma            | 1998/99-2004/05 |
| 7             | Brøndby          | 1999/00-2005/06 |
| 7             | Vaduz            | 1999/00-2005/06 |
| 6             | Colónia          | 1971/72-1976/77 |
| 6             | Grasshopper      | 1972/73-1977/78 |
| 6             | Dundee United    | 1977/78-1982/83 |
| 6             | Werder Bremen    | 1982/83-1994/95 |
| 6             | Inter de Milão   | 1983/84-1988/89 |
| 6             | Glasgow Rangers  | 1997/98-2002/03 |
| 6             | Ventspils        | 2000/01-2005/06 |
| 6             | Wisla Cracóvia   | 2000/01-2005/06 |

- Várias vezes, vencer a Taça UEFA foi a única chance de uma equipa para se qualificar para a competição europeia na temporada seguinte. Os seguintes clubes conseguiram qualificar-se ao vencer a Taça UEFA:

| Época     | Clue                     | País               | Posição no Campeonato |
| --------- | ------------------------ | ------------------ | --------------------- |
| 1971/72   | Tottenham                | Inglaterra         | 6º                    |
| 1978/79   | Borussia Mönchengladbach | Alemanha Ocidental | 10º                   |
| 1979/80   | Eintracht Frankfurt      | Alemanha Ocidental | 9º                    |
| 1983/84   | Tottenham                | Inglaterra         | 8º                    |
| 1987/88   | Bayer Leverkusen         | Alemanha Ocidental | 8º                    |
| 1993/1994 | Inter de Milão           | Itália             | 13º                   |
| 1996/97   | Schalke 04               | Alemanha           | 12º                   |

- O Espanyol (em 2006-07 ) foi a única equipa que não perdeu nenhum jogo e não ganhou a Taça UEFA nessa temporada (só perdeu para o Sevilla nos pênaltis na final).

### Artilheiros

#### Liga Europa/Taça UEFA
Incluindo os jogos de qualificação
| Class. | Nac.       | Jogador               | Golos | Jogos | % Golos | Estreia na Europa | Clubes                                                          |
| ------ | ---------- | --------------------- | ----- | ----- | ------- | ----------------- | --------------------------------------------------------------- |
| 1      | Suécia     | Henrik Larsson        | 40    | 56    | 0.71    | 1994              | Feyenoord, Celtic, Barcelona, Manchester United, Helsingborg    |
| 2      | Alemanha   | Dieter Müller         | 29    | 36    | 0.81    | 1973              | Köln, Estugarda, Bordéus                                        |
| 3      | Geórgia    | Shota Arveladze       | 27    | 44    | 0.61    | 1993              | Dinamo Tbilisi, Trabzonspor, Ajax, Glasgow Rangers, AZ Alkmaar  |
| 4      | Itália     | Alessandro Altobelli  | 25    | 58    | 0.43    | 1994              | Inter de Milão, Juventus                                        |
| 5      | Croácia    | Mladen Petric         | 24    | 63    | 0.38    | 2004              | Basel, Hamburgo                                                 |
| 6      | Peru       | Claudio Pizarro       | 24    | 33    | 0.73    | 1999              | FC Bayern München, Werder Bremen                                |
| 7      | Alemanha   | Jupp Heynckes         | 23    | 21    | 1.10    | 1967              | Hannover 96, Borussia Mönchengladbach                           |
| 8      | Inglaterra | Martin Chivers        | 22    | 34    | 0.65    | 1971              | Tottenham, Servette                                             |
| 9      | Alemanha   | Jürgen Klinsmann      | 22    | 36    | 0.61    | 1995              | Estugarda, Inter de Milão, Mónaco, FC Bayern München, Sampdoria |
| 10     | Alemanha   | Karl-Heinz Rummenigge | 22    | 49    | 0.45    | 1974              | FC Bayern München, Inter de Milão, Servette                     |

| Negrito | = | Ainda activo |

### Presenças em Jogos Europeus

#### Liga Europa/Taça UEFA
Incluindo os jogos de qualificação
| Class. | Nac.          | Jogador              | Jogos | Golos | % Golos | Estreia na Europa | Clubes                                                       |
| ------ | ------------- | -------------------- | ----- | ----- | ------- | ----------------- | ------------------------------------------------------------ |
| 1      | Itália        | Giuseppe Bergomi     | 96    | 0     | 0.00    | 1980              | Inter de Milão                                               |
| 2      | Alemanha      | Frank Rost           | 89    | 0     | 0.00    | 1995              | Werder Bremen, Schalke 04, Hamburgo                          |
| 3      | Itália        | Walter Zenga         | 69    | 0     | 0.00    | 1983              | Inter de Milão, Sampdoria                                    |
| 4      | Bélgica       | Vincenzo Scifo       | 66    | 12    | 0.18    | 1983              | Anderlecht, Inter de Milão, Bordéus, Auxerre, Torino, Mónaco |
| 5      | Croácia       | Mladen Petric        | 63    | 24    | 0.38    | 2004              | Basileia, Hamburgo                                           |
| 6      | Escócia       | David Narey          | 62    | 5     | 0.08    | 1974              | Dundee United                                                |
| 7      | Países Baixos | Aron Winter          | 60    | 5     | 0.08    | 1986              | Ajax, Lazio, Inter de Milão                                  |
| 8      | Itália        | Giuseppe Baresi      | 59    | 0     | 0.00    | 1977              | Inter de Milão                                               |
| 9      | Itália        | Alessandro Altobelli | 58    | 25    | 0.43    | 1994              | Inter de Milão, Juventus                                     |
| 10     | Alemanha      | Toni Schumacher      | 57    | 0     | 0.00    | 1973              | Colónia, Fenerbahçe                                          |

| Negrito | = | Ainda activo |

## Recordes
- Maior vitória em uma mão, jogo com mais golos:
  - 1984–85, 1º ronda:
    - Ajax 14-0 Red Boys Differdange

- Maior vitória agregada, maior número de golos (empate):
  - 1972–73, 1º ronda:
    - Feyenoord 9 – 0 Rumelange
    - Rumelange 0 – 12 Feyenoord
    - Feyenoord ganhou 21 – 0 no total

(Empate em recorde de todas as competições europeias para a maior vitória agregada)
- Maior reviravolta:
  - 1975–76, 2º ronda:
    - Ipswich Town 3 – 0 Club Brugge
    - Club Brugge 4 – 0 Ipswich Town
    - Club Brugge ganhou 4 - 3 no total

  - 1984–85, 2º ronda:
    - Queens Park Rangers 6 – 2 Partizan
    - Partizan 4 – 0 Queens Park Rangers
    - 6 – 6 no agregado, Partizan ganhou pelos golos fora

  - 1985–86, 3º ronda:
    - Borussia Mönchengladbach 5 – 1 Real Madrid
    - Real Madrid 4 – 0 Borussia Mönchengladbach
    - 5 – 5 no agregado, Real Madrid ganhou pelos golos fora

  - 1987–88, 3º ronda:
    - Budapest Honvéd 5 – 2 Panathinaikos [após 5 – 0]
    - Panathinaikos 5 – 1 Budapest Honvéd
    - Panathinaikos ganhou 7 – 6 no total

  - 1987–88
    - 1º ronda
      - Zenit Leningrad 2 – 0 Club Brugge
      - Club Brugge 5 – 0 Zenit Leningrad
      - Club Brugge ganhou 5 – 2 no total

    - 2º ronda
      - Estrela Vermelha 3 – 1 Club Brugge
      - Club Brugge 4 – 0 Estrela Vermelha
      - Club Brugge ganhou 5 – 3 no total

    - 3º ronda
      - Borussia Dortmund 3 – 0 Club Brugge
      - Club Brugge 5 – 0 Borussia Dortmund
      - Club Brugge ganho 5 – 3 no total

  - 1996–97, 3º ronda:
    - Brøndby 1 – 3 Karlsruhe [após 0 – 3 aos 81']
    - Karlsruhe 0 – 5 Brøndby
    - Brøndby ganhou 6 – 3 no total

  - 2005–06
    - Quartos-de-final:
      - Basileia 2 – 0 Middlesbrough
      - Middlesbrough 4 – 1 Basileia [após 0 – 1 aos 23']
      - Middlesbrough ganhou 4 – 3 no total

    - Meia-final:
      - Steaua Bucareste 1 – 0 Middlesbrough
      - Middlesbrough 4 – 2 Steaua Bucareste [após 0 – 2 aos 24']
      - Middlesbrough ganhou 4 – 3 no total

  - 2009-10, Dessaseis-avos-de-final;
    - Juventus 3 - 1 Fulham
    - Fulham 4 - 1 Juventus [Após 0 - 1 aos 2']
    - Fulham ganhou 5 - 4 no total

- Reviravolta numa Final:
  - 1987–88, final:
    - Espanyol 3 – 0 Bayer Leverkusen
    - Bayer Leverkusen 3 – 0 Espanyol a.p [após 0 – 0 aos 56']
    - 3 – 3 no agregado, Bayer Leverkusen ganhou 3 – 2 nos pênaltis

- Maior resultado agregado em finais:
  - 1992–93, final:
    - Borussia Dortmund 1 – 3 Juventus
    - Juventus 3 – 0 Borussia Dortmund
    - Juventus ganhou 6 – 1 no total

## Referencias
1. ↑  UEFA.com
2. ↑  UEFA.com

## Ver tambem
- Supertaça Europeia